# Kaptai-Nationalpark
Der Kaptai-Nationalpark ist ein Nationalpark in Bangladesch. Er liegt im Distrikt Rangamati zwischen dem Karnaphuli und den Bergen von Kaptai. Der Park hat seit 1999 einen  Schutzstatus. Das Gebiet des Nationalparks umfasst 5464 Hektar, er wird von der Chittagong Hill Tracts Southern Forestry Division verwaltet und hat den IUCN-Schutzstatus II (Nationalpark).

## Landschaftliche Gegebenheiten
Der Kaptai-Nationalpark liegt in dem hügeligen Gebiet der Rangamati Hill Tracts. Es gibt zahlreiche natürliche Quellen im Gebiet des Parks, der bis an die Ufer des Karnaphuli reicht.

## Flora und Fauna
Der Kaptai-Nationalpark ist weitgehend mit tropischem Feucht- und Monsunwald bewachsen. Zu den Bäumen, die sich im Kaptai-Nationalpark finden, gehören unter anderem der Teakbaum und der Parulbaum (Stereospermum chelonoides). In einer 2015–2017 durchgeführten Studie fanden Biologen 25 Pflanzen mit unterschiedlichen Schutzstufen im Kaptai-Nationalpark.
Laut einer Studie der Jahangirnagar University sind die Hälfte der in Bangladesch natürlich vorkommenden Tierarten im Kaptai-Nationalpark zu finden. So fanden die Forscher 62 unterschiedliche Säugetierarten, von denen 17 weltweit vom Aussterben bedroht sind. So finden sich etwa Asiatische Elefanten, Westliche Weißbrauengibbons und Nördliche Schweinsaffen auf dem Gebiet des Nationalparks – alles Tiere, die auf der roten Liste der IUCN als bedroht geführt werden. Weiter listete die Studie 358 Vogelarten, darunter der Dickschnabel-Blauschnäpper, von dem man bis dahin annahm er komme in Bangladesch nicht vor und 74 Reptilienarten, darunter vier bedrohte Schildkrötenarten. Von den 38 aufgefundenen Amphibienarten ist vor allem der ebenfalls vom Aussterben bedrohte Nördliche Frosch (Occidozyga borealis) erwähnenswert. Unter den Fischarten des Nationalparks sind vor allem der Mahseer aus der Familie der Karpfenfische und der Paradiesfisch nennenswert. Die diversen Pflanzen machen den Nationalpark darüber hinaus zu einem idealen Habitat für unterschiedliche Schmetterlingsarten. Besonders erwähnenswert sind hier Artipe eryx, Tajuria jehana, Suada swerga, Libythea myrrha und Scobura isota.